# Distretto di Mueang Chonburi
Il distretto di Mueang Chonburi (in thailandese: อำเภอเมืองชลบุรี) è un distretto (amphoe) della Thailandia, situato nella provincia di Chonburi, della quale è il capoluogo.